# 七損八益
七損八益是中國古代關於性保健的學說，最早見於長沙馬王堆出土的醫書《天下至道談》中，後世書籍多有引用，并有所發展。
該學說提出透過兩性性生活的須知及養生之法，主張去除和防止七損，並以八益來達到養生保健之效。
七損指出房事交合中對人體有損害事項，包括：
- 「閉」：精道閉塞，指性疼痛障碍，甚至無法排精；
- 「泄」：精氣早泄，指性交時大汗淋漓；
- 「竭」：精氣短竭，因房事欠缺節制，導致精氣衰竭；
- 「勿」：陽痿不舉，指房事時出現的勃起功能障碍，如舉而不堅、堅而不久；[1]
- 「煩」：心煩意亂，性交時呼吸急促，心慌意亂；
- 「絕」：陷入絕境，指女方無充分性喚起感覺時，男方卻強行房事，有損女方健康；
- 「費」：徒耗精力，交合時過於急速圖快，虛耗精力。

八益則是指房事交合中對人體有益的做法，包括：
- 「治氣」：調治精氣
- 「致沫」：致其津液
- 「知時」：掌握時機
- 「蓄氣」：蓄養精氣
- 「和沫」：調和陰陽
- 「積氣」：聚積精氣
- 「待贏」：保持盈滿
- 「定傾」：防止陽痿

《黃帝內經》亦有七損八益的記載，《素問·陰陽應象大論篇第五》：「能知七損八益、則二者可調，不知用此，則早衰之節也。」這七損八益是指《素問·上古天真論篇第一》中所說女子以七七為天癸之終，丈夫以八八為天癸之極，然知八八可益，知七七可損，則各隨氣分脩養天真，終其天年以度百歲。

## 外部連結
- 维基文库中的相關文獻：七損、八益
- 性生活中的「七損八益」（页面存档备份，存于）